# Jules Sengenwald
Jules Conrad Sengenwald, né le 3 janvier 1809 à Strasbourg et mort le 21 avril 1891, est un homme d'affaires français qui fut président de la Chambre de commerce de Strasbourg de 1848 à 1891.

## Biographie
Jules Conrad Sengenwald  est issu d'une lignée de banquiers très engagée dans l'église protestante alsacienne. Il est le fils du négociant et banquier Jean Conrad Sengenwald (1780-1863), lui-même chevalier de la Légion d'honneur, président du tribunal de commerce et de la chambre de commerce de Strasbourg (1838-1839), membre du Conseil général du Bas-Rhin (1842-1848). Il épouse le 15 janvier 1848 sa cousine Sophie Louise Hecht (1819-1861), elle aussi issue d'une famille strasbourgeoise.
Jules Conrad Sengenwald développe l'entreprise familiale de négoce en garance, moutarde, huile, chanvre, vin, tabac et grains.
Il est nommé en 1859 chevalier de la Légion d'honneur, sur le contingent du ministère de l'agriculture, du commerce et des travaux publics. Il est membre du conseil municipal de Strasbourg, et exerce la fonction de secrétaire de ce conseil en 1855. Il participe à la réflexion des industriels de son époque sur l'aide à la scolarisation des enfants d'ouvriers, notamment à Wesserling. 
Il est membre du conseil d'administration du Comptoir national d'escompte de Strasbourg, de la Caisse d'épargne de Strasbourg et de la Filature de Poutai.
En 1843, il est admis comme membre de la Société des sciences, agriculture et arts de la Basse Alsace, société savante fondée le 21 septembre 1802 ; il devient membre du bureau de cette société, puis vice-président et, en 1885, assure la fonction de président par intérim.

## Sélection d'écrits et de discours
- Aperçu historique et critique sur le commerce de Strasbourg, depuis la Révolution jusqu'à nos jours, Revue d'Alsace, 1836, p. 197.
- Du chemin de fer de Paris à Strasbourg, Revue d'Alsace, 1837, p. 329.
- Lettre sur la question monétaire adressée à la Chancellerie impériale de Berlin, par la Chambre de commerce de Strasbourg, Impr. Berger-Levrault, 1871
- Handelskammer von Strassburg : Ueber die Erneuerung des Handelsverträge, Fischbach , 1876
- Exposé des faits relatifs à la reconstruction du Temple-Neuf présenté au consistoire dans sa séance du 29 novembre 1875, Fischbach G., 1876
- Über die Erneuerung der Handelsvertaege [Sur le renouvellement des traités de commerce), Strasbourg, 1876
- Messieurs et chers collègues... : [du Consistoire supérieur de l'Église de la Confession d'Augsbourg Lettre au sujet de la nomination de M. Redslob comme pasteur de Saint-Guillaume, Strasbourg, 1877
- Über Niederlage-Zuschlagsgebühren (Surtaxe d'entrepôt). Bericht an die Handelskammer zu Strassburg, Schultz u. Comp., 1881
- Messieurs et chers collègues du consistoire supérieur (Lettre au sujet de la nomination d'un pasteur à Hatten), Aut. E. Hubert et E. Haberer, 1881
- Messieurs et chers collègues du consistoire supérieur : Cons. l'intervention de M. Sengenwald dans l'Affaire du pasteur Trensz, Strasbourg , 1883
- De l'industrie dans le Haut-Rhin. Wesserling, Revue d'Alsace, Strasbourg , 1837.

## Hommages
Louis Stienne réalisa son buste qui se trouve aujourd'hui au Temple Neuf, dont Jules Sengenwald a contribué à financer la reconstruction. Le Musée d'art moderne et contemporain de Strasbourg (MAMCS) détient un autre buste du même sculpteur, en plâtre. Stienne grava également son portrait en médaillon.
Une rue de Strasbourg porte le nom de la famille Sengenwald dans le quartier de la Krutenau.